# Lapara pineum
Lapara pineum is een vlinder uit de familie van de pijlstaarten (Sphingidae). De wetenschappelijke naam van de soort is, als Ellema pineum, voor het eerst geldig gepubliceerd in 1872 door Lintner. De naam wordt nu vooral beschouwd als een synoniem voor Lapara bombycoides Walker, 1856.